# Тувалуанська мова
Тувалуа́нська мова або тува́лу — офіційна мова Тувалу. Належить до полінезійської підгрупи австронезійської мовної сім'ї. Загальна кількість носіїв — 13 051 осіб. Традиційна назва — te ggana Tuvalu.
Мова тувалу більшою мірою споріднена з полінезійськими мовами, поширеними за межами «полінезійського трикутника» в Мікронезії і Північній/Центральній Меланезії, і в меншій мірі з гавайською, маорі, таїтянською, самоанською і тонганською мовами. У лексиці тувалу також велика кількість запозичень з самоанської мови, яка в минулому була мовою християнських місіонерів в регіоні.